# Véronique Gouverneur
Véronique Gouverneur (nacida el 8 de noviembre de 1964) es una profesora de química belga de la Universidad de Oxford, Reino Unido. Su especialidad es la química del flúor, y su investigación consiste en encontrar nuevas formas de sintetizar compuestos orgánicos de flúor.  Dirige un grupo de investigación en la Universidad y, además de su cátedra, también tiene una beca de tutoría en el Merton College. Su investigación ha recibido múltiples premios profesionales y académicos. 

## Educación y carrera
Nacida en Bélgica, Gouverneur obtuvo su licenciatura (maestría en química),  y luego en 1991 su doctorado, de la Universidad Católica de Lovaina.  Se mudó en 1992 al Instituto de Investigación Scripps en los Estados Unidos, y regresó a Europa en 1994 para ocupar un puesto en la Universidad Louis Pasteur en Francia.  Se unió a la facultad de química en Oxford en 1998, convirtiéndose en lectora (rango académico) en 2006 y profesora en 2008.  En su propia carrera de investigación, optó por centrarse en la química del flúor para complementar a otros químicos de Oxford, ninguno de los cuales estaba trabajando en esa área, y porque los compuestos de flúor tienen muchas aplicaciones, incluso en fármacos y en la tomografía por emisión de positrones (PET) También ha tenido puestos de profesora visitante en la Universidad de París X y en el Instituto de Química Orgánica de Shanghái.

## Premios y honores
Ganó el Premio de Investigación AstraZeneca para química orgánica en 2005. También fue ganadora en 2008 del premio Bader de la Royal Society of Chemistry, "por sus importantes contribuciones a la química de organofluoros sintéticos". En 2013, la Royal Society del Reino Unido la seleccionó como una de las 27 personas que obtuvieron el Premio al Mérito de Investigación de la Royal Society Wolfson, brindando fondos hasta 2018 para la investigación sobre "La importancia de la fuente de flúor para la fluoración en etapa tardía".  En 2015, recibió el Premio de la American Chemical Society por su trabajo creativo en la química de flúor "por su contribución a la fluoración en etapa avanzada y por vigorizar creativamente el campo de la radioquímica [18F] para aplicaciones en tomografía por emisión de positrones".